# Чёрная Речка (Сапожковский район)
Чёрная Речка — село в Сапожковском районе Рязанской области России, входит в состав Сапожковского городского поселения.

## Географическое положение
Село расположено на берегу реки Пожва в 9 км на юг от районного центра посёлка Сапожок.

## История
Черная Речка в качестве села с церковью Богоявления Господа Бога и Спаса нашего Иисуса Христа упоминается в окладных книгах 1676 года. В 1734 году как видно из дела казенного приказа попу Феодору выдана грамота на устроение при Богоявленской церкви теплого придела в честь Архистратига Божьего Михаила. К концу 1775 года строительство новой Богоявленской церкви было закончено, освящена 12 января 1779 года.. Богоявленская церковь в селе Черная Речка была построена в 1895 году на средства и усердием прихожан. Зданием каменная в одной связи с колокольней, крепкая, покрыта железом и вся теплая. Престолов в ней было три: главный – во имя Богоявления Господня, во имя Введения во храм Пресвятой Богородицы и во имя Архистратига Божия Михаила. В приходе имелись: двухклассная Министерская школа и две Земские школы. Законоучителем в школах с 1902 года состоял священник села Василий Александрович Грифцов. Церковь была закрыта Оргкомитетом Президиума Верховного Совета РСФСР от 14.11.1938 г. под клуб, но использовалась под ссыпку зерна.
В XIX — начале XX века село входило в состав Пригородной волости Сапожковского уезда Рязанской губернии. В 1906 году в селе было 557 дворов.
С 1929 года село являлось центром Чернореченского сельсовета Сапожковского района Рязанского округа Московской области, с 1937 года — в составе Рязанской области, с 2005 года — в составе Сапожковского городского поселения.

## Население
| 1859 | 1897  | 1906  | 2010 | 2023 |
| ---- | ----- | ----- | ---- | ---- |
| 2390 | ↗3920 | ↗4155 | ↘251 | ↘236 |

## Достопримечательности
В селе расположена действующая Церковь Богоявления Господня (1895).